# Kangta
Kangta (강타?, GangtaLR, Kangt'aMR), pseudonimo di Ahn Chil-hyun (안칠현?, 安七炫?, An Chil-hyeonLR, An Ch'irhyŏnMR; Seul, 10 ottobre 1979), è un cantante, attore e compositore sudcoreano, conosciuto soprattutto come cantante del gruppo K-pop HOT.

## Biografia
Affermato compositore di musiche e testi, Kangta ha scritto più di 100 canzoni, non solo per i suoi HOT, ma anche per altri gruppi e cantanti quali NRG e Fly to the Sky.
Nel 2007, Il cantante si è riscoperto attore, recitando in due drama e nella serie televisiva Love in the city 2, quest'ultima andata in onda a partire dal 1º ottobre 2007.
All'inizio del 2008 Kangta avrebbe dovuto iniziare il servizio militare, tuttavia la SM Entertainment lo aiutò a posporre i suoi doveri fino ad aprile, in modo che potesse pubblicare l'album Eternity, il 12 marzo. Il 29 e 30 marzo, il cantante ha tenuto un concerto solista intitolato Eternity all'auditorium principale dell'Università Yonsei. Il 1º aprile dello stesso anno, Kangta ha dato ufficialmente avvio al servizio militari ad Euijeongbu, nella provincia Gyeonggi. In Corea del Sud, ad ogni uomo è richiesto il servizio militare per due anni completi, quindi Kangta completerà il suo a metà circa del 2010.

## Carriera

### 1996-2001: H.O.T.
Kangta è stato scoperto da un talent scout al Lotte World, un parco a tema, quando aveva solo 13 anni. Ha debuttato come back-up dancer insieme al futuro membro degli HOT Moon Hee-joon per il cantante Yoo Young-jin. Kangta alla fine decise di diventare un cantante con Moon Hee Jun e altri tre ragazzi, Jang Woo-Hyuk, Tony An e Lee Jae Won e formarono gli H.O.T nel 1996. Il gruppo si sciolse nel 2001, dopo la fine del contratto e il gruppo decise di non rinnovarlo.

### 2001-2003: Debutto come solista
Subito dopo lo scioglimento degli H.O.T. nel marzo 2001, Kangta fa il suo debutto come cantante solista dopo aver rinnovato il contratto con la S.M. Entertainment. Pubblica il suo primo album da solista "Polaris", che diventa un grande successo; seguito dal suo secondo album Pinetree nel 2002. Dal 23 al 24 agosto 2002 si è tenuto il suo primo concerto da solista.

### 2004-2008: Carriera da attore e servizio militare
Dopo aver ricevuto diverse offerte per serie televisive, Kangta accetta un'offerta per un drama in Cina. Nel 2004, recita nel drama Magic Touch of Fate insieme ai due attori taiwanesi, Ruby Lin e Alec Su, dove Kangta interpreta il ruolo del mago cattivo Jin-Xiu.
Poco dopo, Kangta torna in Corea e pubblica nel 2005 il terzo album, Persona, che includi brani molto diversi da quelli dei due album precedenti. I fan rimasero sorpresi dal fatto che Kangta volesse diventare un attore. Infatti, un mese dopo, recita in un drama della KBS, Loveholic.
Nel 2005, Kangta viene scelto dall'Arirang International Broadcasting come miglior cantante coreano all'estero, da un sondaggio pubblicato su Internet, che consentiva solo alle persone al di fuori della Corea di votare.
Recita nel drama cinese Love in the City 2, dove interpreta un CEO di successo con una vita noiosa. A marzo del 2012, viene annunciato che Kangta avrebbe recitato nel drama drammatico della JTBC Happy Ending nei panni dell'interesse amoroso di Kim So-eun.
Nel 2007 recita in due drama e il 1 ottobre 2007 va in onda Love in the City 2. A gennaio 2007 prende parte all'Hallyu Festival di Osaka all'Osaka Dome, che ha visto la partecipazione anche di Jun Jin e Lee Min-woo degli Shinhwa, i SG Wannabe e l'attore Song Seung-heon.
Kangta si arruola per il servizio militare obbligatorio nell'aprile 2008 per 21 mesi nel servizio attivo. Durante questo periodo recita nel musical militare Mine con il rapper Yang Dong-geun. Il musical racconta la storia vera della vita del tenente Lee Jong-myung, che perse le gambe nell'esplosione di una mina vicino alla zona smilitarizzata nel 2000, per salvare la vita del commilitone Sul Dong-seob.

### 2010: Debutto in Cina
Dopo due anni e cinque mesi di pausa del mondo dell'intrattenimento a causa del servizio militare coreano, Kangta pubblica il suo primo album cinese, Breaka Shaka. Il singolo principale viene rilasciato il 13 settembre e l'EP il 14 settembre. L'EP segna l'ingresso di Kangta nel mercato cinese.

### 2016:"Home" Chapter 1
Nel marzo 2014, Kangta insieme alla collega BoA, viene nominato direttore creativo della S.M. Entertainment.
Nell'ottobre 2016, la S.M. Entertainment annuncia che Kangta avrebbe tenuto un concerto per celebrare il suo 20º anniversario di carriera intitolato Coming Home, come parte della serie di concerti della SM Entertainment The Agit. Il concerto si è tenuto dal 4 al 6 novembre alla SMTown Theatre. L'11 ottobre, la S.M. Entertainment annuncia che Kangta si sta preparando per il nuovo album. Lo stesso giorno, viene confermato che Kangta sarebbe apparso in A Hyung I Know della JTBC e sarebbe andato in onda il 29 ottobre. Pubblica il suo primo album coreano "Home" Chapter 1 il 3 novembre. L'album contiene cinque tracce, compreso il singolo principale intitolato Diner.

### 2019-presente: "Love Song" e progetto per il 25º anniversario
Nel 2019 viene annunciato il comeback di Kangta con il singolo Love Song in uscita il 4 agosto insieme a Paloalto. Tuttavia l'uscita del singolo viene annullato a causa delle accuse di frode a sue nome.
La S.M. Entertainment annuncia che Kangta avrebbe iniziato i preparativi per il progetto del suo 25º anniversario per tutto il 2021. Il 24 marzo pubblica come primo singolo Freezing. Il 14 luglio rilascia il remake del singolo Free To Fly 2021. Il 28 luglio viene pubblicato il secondo singolo del progetto per il 25º anniversario Christmas in July. Il 12 ottobre viene rilasciato il terzo singolo Maybe. Il quarto singolo Slow Dance viene rilasciato il 12 gennaio 2022.

## Vita privata
È un cantautore e compositore esperto, ha scritto oltre 100 canzoni per gli album degli HOT così come per altri gruppi e cantanti come NRG e Fly to the Sky.
Il 4 febbraio 2020 viene confermata la relazione di Kangta con l'attrice Jung Yumi.

## Progetti con altri gruppi

### S (Supreme)
Dopo aver pianificato il progetto per anni, finalmente Kangta si è unito agli amici Shin Hye Sung degli Shinhwa e Lee Ji Hoon per formare il gruppo S, lettera che sta per Supreme. I tre hanno pubblicato un album intitolato Fr. In. Cl., o Friends in Classic (2003), grazie al quale hanno vinto diversi premi musicali. Il primo singolo tratto dall'album, I Swear, è stato scritto, composto e arrangiato da Kangta, mentre Shin Hye Sung ne ha scritto il testo in inglese.
Il 14 ottobre 2014, viene annunciato che il gruppo S sarebbe tornato dopo oltre un decennio con un nuovo mini-album intitolato Autumn Breeze, in uscita il 27 ottobre. La SM Entertainment ha dichiarato che "Kangta ha scritto e prodotto tutte le canzoni del prossimo album. Lo stile musicale unico di Kangta e le voci armoniose del trio creeranno bellissime ballad che soddisferanno i fan". Il 18 ottobre, il gruppo si è esibito con la loro nuova canzone Without You (하고 싶은 거 다) al concerto della SM Entertainment a Shanghai. Il video musicale della canzone Without You è stato rilasciato il 24 ottobre, con la partecipazione di Yuri delle Girls' Generation. Il 3 novembre il gruppo partecipa al programma coreano Immortal Songs 2 come parte delle loro promozioni. 

### Kangta & Vanness
All'inizio del 2006, Kangta ha dato avvio ad una collaborazione con il cantante taiwanese Vanness Wu, membro della boy band F4, per formare il duo musicale Kangta & Vanness. I due hanno debuttato insieme alla cerimonia di chiusura degli MTV Asia Awards 2006, tenutisi in Thailandia. Poco dopo hanno pubblicato il loro primo singolo, Scandal, seguito da promozioni in tutta l'Asia, il quale è stato un successo e ne è stata fatta un repackage a metà luglio. Il 12 settembre, Kangta e Vanness hanno tenuto un concerto in Malaysia, nella piazza Times Square di Berjaya, seguita da una breve sessione di autografi alla quale hanno partecipato circa duecento fan. 
Poco dopo, Kangta ha annunciato nel talk show Heart to Heart del canale Arirang TV che avrebbe iniziato a servire l'esercito all'inizio del 2008, quindi ci sarebbe stata una pausa per le attività del duo. 
Per quanto riguarda il CD del singolo Scandal, ne esistono tre versioni a causa delle differenti nazionalità di Kangta e Vanness; ve ne sono infatti una in coreano, una in cinese ed una in inglese. La versione coreana si concentra poco sul testo, mentre quella inglese è per lo più una traduzione di quella cinese. Degna di nota è la traccia 127日, triste ballad che racconta la storia di un ragazzo che ha rotto con la propria fidanzata, ma non riesce ancora a capacitarsi della perdita subita.

## Immagine pubblica
Durante le promozioni per il terzo album di Kangta, Persona, il cantante fu scelto come portavoce per una marca sudcoreana di lettori mp3.
Inoltre, insieme agli altri membri del gruppo 'S', Kangta ha partecipato allo spot pubblicitario per l'IVY Club.

## Discografia
Per le opere con gli H.O.T, si veda la discografia degli HOT.

### Studio album
| Titolo    | Dettagli album                                            | Posizione nelle classifiche | Vendite (Corea del Sud) |
| --------- | --------------------------------------------------------- | --- | ----------------------- |
| Polaris   | - 19 agosto 2001 - SM Entartainment - CD, digital dowload | - Secondo la Music Industry Association of Korea (MIAK), che ha smesso di raccogliere dati dopo il 2008, Polaris ha raggiunto la posizione numero uno nella classifica mensile dell'agosto 2001.   | - 492, 843              |
| Pine Tree | - 21 agosto 2002 - SM Entartainment - CD, digital dowload | - Secondo la Music Industry Association of Korea (MIAK), che ha smesso di raccogliere dati dopo il 2008, Pine Tree ha raggiunto la posizione numero uno nella classifica mensile dell'agosto 2002. | - 264,463               |
| Persona   | - 4 marzo 2005 - SM Entertainment - CD, digital download  | | - 50,060                |
| Eternity  | - 12 marzo 2008 - SM Entartainment - CD, digital download | - Secondo la Music Industry Association of Korea (MIAK), che ha smesso di raccogliere dati dopo il 2008, Eternity ha raggiunto la posizione numero cinque nella classifica mensile di marzo 2008.  | - 12,301                |

### Compilation album
| Titolo        | Dettagli album                                             |
| ------------- | ---------------------------------------------------------- |
| Kangta & Best | - 3 ottobre 2006 - SM Entartainment - CD, digital download |

### Live Album
| Titolo                              | Dettagli album                                            |
| ----------------------------------- | --------------------------------------------------------- |
| 1st Concert Pinetree: 20020824 Live | - 28 marzo 2003 - SM Entartainment - CD, digital download |

### EP
| Titolo           | Dettagli                                                                   | Posizione nelle classifiche | Vendite |
| ---------------- | -------------------------------------------------------------------------- | --------------------------- | ------- |
| Breaka Shaka     | - 14 settembre 2010 - SM Entertainment, Avex Taiwan - CD, digital download |                             |         |
| "Home" Chapter 1 | - 3 novembre 2016 - SM Entertainment, KT Music - CD, digital download      | 13                          | - 3,172 |

### Singoli

#### Solista
| Titolo                                        | Anno | Album            |
| --------------------------------------------- | ---- | ---------------- |
| Polaris                                       | 2001 | Polaris          |
| Memories                                      | 2002 | Pine Tree        |
| Persona                                       | 2004 | Persona          |
| Eternity                                      | 2008 | Eternity         |
| Breaka Shaka                                  | 2010 | Breaka Shaka     |
| Diner                                         | 2016 | "Home" Chapter 1 |
| Cough Syrup (감기약)                          | 2021 |                  |
| Freezing                                      | 2021 |                  |
| Free To Fly 2021 (자유롭게 날 수 있도록 2021) | 2021 |                  |
| Christmas in July (7월의 크리스마스)          | 2021 |                  |
| Maybe (아마)                                  | 2021 |                  |
| Slow Dance                                    | 2022 |                  |

#### Featuring
| Titolo                                                                | Anno | Album                                        |
| --------------------------------------------------------------------- | ---- | -------------------------------------------- |
| I Want (Fly to the Sky feat Kangta e BoA)                             | 2001 | Promise                                      |
| Something To Tell You (할말이 너무 많아요) (Chu Ga-yeoul feat Kangta) | 2007 | Vol. 2 There's So Much I Want To Say Promise |
| 7989 (Taeyeon feat Kangta)                                            | 2007 | Girls' Generation                            |

### Soundtrack
| Titolo                                               | Anno             | Album                                                  |
| ---------------------------------------------------- | ---------------- | ------------------------------------------------------ |
| White                                                | 4 dicembre 2001  | Christmas Winter Vacation in SMTown.com - Angel Eyes   |
| The First Noel                                       | 4 dicembre 2001  | Christmas Winter Vacation in SMTown.com - Angel Eyes   |
| Seom                                                 | 2002             | Resurrection of the Little Match Girl (soundtrack)     |
| Perguntas                                            | 2002             | Air City (soundtrack)                                  |
| Blue                                                 | 10 giugno 2002   | Summer Vacation in SMTown.com                          |
| 여름날의 추억                                        | 10 giugno 2002   | Summer Vacation in SMTown.com                          |
| 보내는 글여                                          | 6 dicembre 2002  | 2002 Winter Vacation in SMTown.com - My Angel My Light |
| Silver Bell (feat Hye-sung e Isak N Jiyeon)          | 6 dicembre 2002  | 2002 Winter Vacation in SMTown.com - My Angel My Light |
| 연가                                                 | 18 giugno 2003   | 2003 Summer Vacation in SMTown.com                     |
| 그림으로 떠나는여행 (feat Lee Ji-hoon e Dana)        | 18 giugno 2003   | 2003 Summer Vacation in SMTown.com                     |
| The Christmas Song                                   | 2003             | 2003 Winter Vacation in SMTown.com                     |
| 미쳐가나봐                                           | 2 luglio 2004    | 2004 Summer Vacation in SMTown.com                     |
| Just One (feat Moon Hee Jun e Isak N Jiyeon)         | 2 luglio 2004    | 2004 Summer Vacation in SMTown.com                     |
| Summer Night Love (한 여름밤의 고백)                 | 20 giugno 2006   | 2006 Summer SMTown                                     |
| White Christmas                                      | 12 dicembre 2006 | 2006 Winter SMTown - Snow Dream                        |
| Last Year Summer Night Story (지난 여름밤의 이 야기) | 5 luglio 2007    | 2007 Summer SMTown - Fragile                           |
| Still My Heart                                       | 2007             | Dear My Love (soundtrack)                              |
| White Wonderland                                     | 7 dicembre 2007  | 2007 Winter SMTown - Only Love                         |
| Arrow                                                | 2011             | Athena (soundtrack)                                    |
| For The First Time                                   | 2011             | 2011 Winter SMTown - The Warmest Gift                  |
| Magic (feat Shin Seung-hoon, Baek Jy-young e Gil)    | 2012             | The Voice of Korea                                     |
| Dear My Family (feat artisti SMTown)                 | 2012             | I AM. (soundtrack)                                     |

### Video musicali
| Titolo           | Anno | Regista      |
| ---------------- | ---- | ------------ |
| Polaris          | 2001 |              |
| Confession       | 2002 |              |
| Memories         | 2002 |              |
| Propose          | 2002 |              |
| Persona          | 2005 | Lee Sang-kyu |
| Eternity         | 2008 |              |
| Diner            | 2016 |              |
| Cough Syrup      | 2021 |              |
| Freezing         | 2021 |              |
| Free To Fly 2021 | 2021 |              |

### Collaborazioni
- Fr. In. Cl., 24 settembre 2003
- Scandal, 19 maggio 2006
- Scandal Special Edition, 20 luglio 2006

### Compilation
- Christmas In SMTOWN, 15 dicembre 1999
- Christmas Winter Vacation In SMTOWN.com, 8 dicembre 2000

## Filmografia

### Drama televisivi
- Soonpoong Clinic (순풍산부인과) - serie TV (1998)
- Magic Touch of Fate (魔術奇緣) – serie TV (2004)
- Loveholic (러브홀릭) – serie TV (2005)
- Love In The City 2 – serie TV  (2007)
- Beauty & the Genius II (男才女貌2) - serie TV (2008)
- The Empress (帝锦) - serie TV (2011)
- Happy Ending (해피 엔딩) – serie TV, episodi 1-14, 16, 18 (2012)
- Circle of Friends (朋友圈儿之温州媳妇) - serie TV

### Film
- Gin-geupjochi 19ho (긴급조치 19호), regia di Kim Tae-gyu (2002)
- Resurrection of the Little Match Girl (성냥팔이 소녀의 재림) - Jang Sun Woo (2002)
- I AM. (아이엠) - Choi Jin Sung (2012)
- Secret Garden (秘密花园) - (2012)
- SMTOWN The Stage - documentario (2015)
- Mad Monk Ji Gong (济公之人皇鼎), regia di Lau Shung Fung ()

### Programmi televisivi
- I Love Comedy (아이러브 코미디) - programma televisivo (1996)
- 100% Entertainment (娛樂百分百) - programma televisivo, episodio 468 (1997, 2006)
- Inkigayo (SBS 인기가요) - programma televisivo, episodi 37-38, 42-44, 83-85, 133-135, 229, 243-267, 1154 (1998, 1999, 2000, 2002, 2003, 2022)
- Channel A (Channel-a) - programma televisivo (1998)
- X-Man (X맨) - programma televisivo, episodio 142-143 (2003, 2006)
- Infinite Challenge (무한도전) - programma televisivo, episodio 209 (2005)
- K-pop Star - Season 1 (K팝스타 - 시즌 1) - programma televisivo, episodio 4 (2011)
- The Voice of Korea 1 (보이스 코리아) - programma televisivo (2012)
- The Voice of Korea 2 (보이스 코리아2) - programma televisivo (2013)
- I Live Alone (나 혼자 산다) - programma televisivo, episodi 15-25 (2013)
- Radio Star (라디오스타) - programma televisivo, episodi 344, 488 (2013, 2016)
- 2 Days & 1 Night 1 ( 2天1夜 第一季) - programma televisivo (2013-2014)
- Taxi (현장 토크쇼 택시) - programma televisivo, episodio 298 (2013)
- Exo 90:2014 - programma televisivo, episodio 1 (2014)
- Immortal Songs: Singing the Legend (불후의 명곡 - 전설을 노래하다) - programma televisivo, episodi 174-178, 183-184, 186, 189-190, 192, 194-195 (2014, 2015)
- Ding Ge Long Dong Qiang (叮咯咙咚呛) - programma televisivo (2015)
- A Man Who Feeds the Dog (개밥 주는 남자) - programma televisivo (2015)
- My SM Television - programma televisivo (2016)
- Wednesday Gourmet (수요미식회) - programma televisivo, episodi 90, 111 (2016-2017)
- Singing Battle (노래싸움 - 승부) - programma televisivo, episodi 2-3 (2016)
- Knowing Bros (아는 형님) - programma televisivo, episodio 48 (2016)
- Bijeongsanghoedam 2 (비정상회담2) - programma televisivo, episodio 122 (2016)
- Battle Trip (배틀트립) - programma televisivo, episodio 26 (2016)
- You Hee-Yeol's Sketchbook (유희열의 스케치북) - programma televisivo, episodio 340 (2016)
- Melody to Masterpiece 1 (노래의 탄생 1) - programma televisivo, episodio 8 (2016)
- Please Take Care of My Refrigerator (냉장고를 부탁해) - programma televisivo, episodi 108-109 (2016)
- Secretly Greatly (은밀하게 위대하게) - programma televisivo, episodio 3 (2016)
- I Can See Your Voice 4 (너의 목소리가 보여4) - programma televisivo, episodio 7 (2017)
- Fantastic Duo: Season 2 (판타스틱 듀오 시즌2) - programma televisivo, episodi 25-26 (2017)
- Empty The Convenience Store (편의점을 털어라) - programma televisivo (2017)
- Idol Moms (아이돌맘) - programma televisivo (2018)
- Let's Eat Dinner Together (한끼줍쇼) - programma televisivo, episodio 74 (2018)
- Unexpected Q (뜻밖의 Q) - programma televisivo, episodio 1 (2018)
- Hidden Singer 5 (히든싱어 5) - programma televisivo, episodi 1, 14-15 (2018)
- Mimi shop (미미샵) - programma televisivo, episodi 14-15 (2018)
- Life Bar (인생술집) - programma televisivo, episodio 87 (2018)
- Super Hearer (슈퍼히어러) - programma televisivo (2019)
- Painful Date 2 (괴로운데이트2) - programma televisivo, episodio 5 (2021)
- Max Chang Min's Free Hug (최강창민의 프리허그) - programma televisivo, episodio 15 (2021)
- Killing Voice (킬링보이스) - programma televisivo, episodio 28 (2021)
- D&E Show (댸니쇼) - programma televisivo, episodio 93 (2022)
- Re:birth Track 2 (리벌스트랙 시즌2) - programma televisivo, episodi 11-12 (2022)
- Street Alcohol Fighter 2 (술트리트 파이터 시즌2) - programma televisivo, episodi 14-15 (2022)
- Heo Young Man's Food Travel (식객 허영만의 백반기행) - programma televisivo, episodio 176 (2022)
- K-Pop Generation (케이팝 제너레이션) - programma televisivo (2023)

### Speciali
- SMTOWN LIVE 2022: SMCU EXPRESS @KWANGYA - concerto online (2022)